# Ville-Marie (ancien nom de Montréal)
Pour les articles homonymes, voir Ville-Marie.
Ville-Marie réfère à Montréal, une ville du Québec au Canada, fondée par les Français au XVIIe siècle. Elle s'est développée à proximité présumément de l'ancien village iroquoien d'Hochelaga, dont le site reste inconnu sur l'île de Montréal, sis sur la rive du fleuve Saint-Laurent.
La fondation de Montréal est souvent associée à la réforme catholique et à l’élan missionnaire caractéristique de cette époque. Rapidement, la bourgade devient un lieu incontournable de la Nouvelle-France, notamment grâce à la traite des fourrures.

## Avant la fondation de Montréal

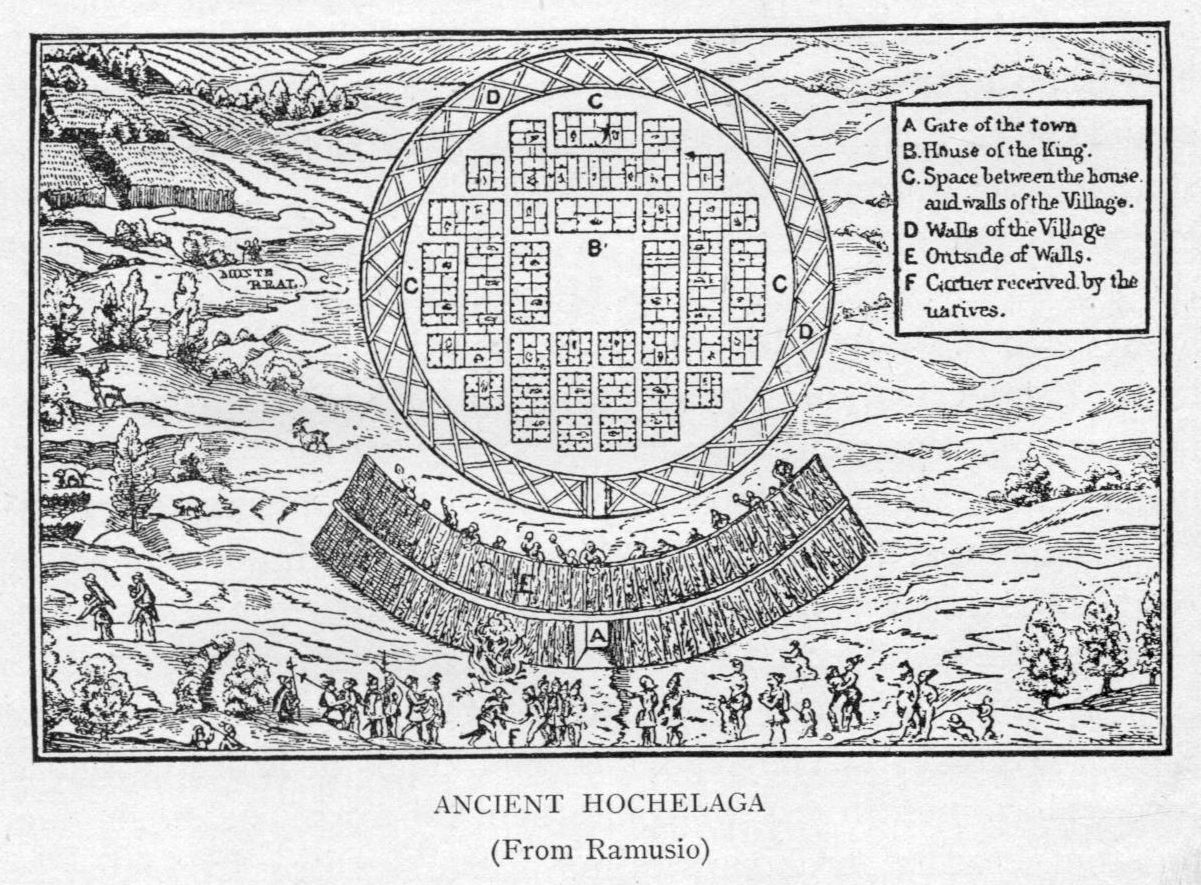
Village d'Hochelaga, représentation de Jacques Cartier, vers 1535.

La région de Montréal est fréquentée par des peuples autochtones bien avant l’arrivée des premiers Européens. En effet, des groupes de chasseurs-cueilleurs fréquentent l’île depuis au moins 6 000 ans. Cette présence humaine est notamment stimulée par la géographie montréalaise à la confluence du fleuve Saint-Laurent et de la rivière des Outaouais. Les premiers Européens à voyager dans le secteur le feront au XVIe siècle. Jacques Cartier y vient lors de son deuxième voyage au Canada. Il y accoste en 1535 et se rendra sur le mont Royal. C’est là, qu’il visite la bourgade iroquoienne de Hochelaga.
La localisation précise d’Hochelaga demeure, à ce jour, inconnue. Cela tient, entre autres, du fait qu’on ne sait pas exactement où Jacques Cartier et son équipage débarquent sur l’île. Dans les années 1940, Aristide Beaugrand-Champagne affirme que Cartier serait passé par la rivière des Prairies, au nord. En conséquence, Hochelaga se trouverait de ce côté du mont Royal. Cette démonstration est réfutée par des contemporains de Beaugrand-Champagne et, plus récemment, par différents spécialistes. C’est notamment le cas de l’archéologue Brad Loewen. Il semble plus probable que Jacques Cartier arrive à Montréal par le fleuve Saint-Laurent, entre le sault Sainte-Marie et les rapides de Lachine. Selon Roland Viau, trois endroits seraient envisageables pour Hochelaga: sur le mont Royal, derrière l’Université McGill, dans les environs du lac aux Castors ou encore sur le versant ouest de la montagne, dans Westmount.
Dans sa description, Cartier parle d’un village avec palissade comptant une cinquantaine de maisons longues et une population d’environ 1 000 à 1 500 personnes. L’établissement serait donc de taille considérable. Lors de travaux près de l’Université McGill en 1859, des artefacts sont retrouvés. John William Dawson, alors en charge de l’établissement scolaire, suppose qu’il s’agit d’Hochelaga. Les artefacts sont collectés et analysés, mais aucune fouille archéologique formelle n’est effectuée. En 2016, des fouilles sont réalisées à proximité du site Dawson. Les analyses établissent qu’il y avait une présence autochtone sur place dès le XVe siècle, donc bien avant la venue de Cartier au Canada. Toutefois, il est impossible d’affirmer avec certitude qu’il s’agit bel et bien d’Hochelaga, notamment en raison de la petite taille du site.
Plusieurs hypothèses circulent sur la disparition d’Hochelaga en particulier et des Iroquoiens du Saint-Laurent plus généralement. Aucun facteur unique ne peut l’expliquer, mais une combinaison de plusieurs peut amener des pistes de réponse. La présence européenne a exposé les Autochtones à des maladies qu’ils n’avaient jamais alors rencontrées. Ce contact microbien a très certainement causé des décès, surtout combiné à une constitution plus faible due à des carences alimentaires. Entre la venue de Jacques Cartier et celle de Samuel de Champlain au début du XVIIe siècle, une météo peu clémente entraîne de mauvaises récoltes et appauvrissent l’alimentation des Autochtones. Enfin, les guerres entre nations contribuent aussi au taux de mortalité et les survivants sont généralement absorbés au sein des nations gagnantes. Tout cela contribue à la dissémination puis à la disparition des Iroquoiens du Saint-Laurent.
En 1603, c’est au tour de Samuel de Champlain de venir à Montréal. Lors de sa visite, il descend le fleuve jusqu’aux rapides de Lachine. Sur la montagne, il ne reste plus de trace d’Hochelaga. Ce n’est qu’en 1611, lors d’un voyage subséquent, qu’il accoste pour une durée de trois semaines. Comme lieu d’implantation, Champlain privilégie une bande de terre entre le fleuve et la petite rivière Saint-Pierre. C’est la future pointe à Callière. «Champlain y défriche un espace qu’il nomme place Royale, puis fait construire un muret et préparer deux jardins qu’il ensemence. Sur une carte qu’il publie en 1613, il utilise pour la première fois le toponyme «Montréal» pour désigner l’île».
Pendant toute la période de contact, il y a une présence autochtone et européenne sur le territoire. Au temps de Cartier, elle est sédentaire alors qu’au XVIIe siècle, les Autochtones sont de passage sur l’île pour le commerce, la chasse et la pêche; il n’y pas d’installation permanente. Les Européens y viennent aussi pour le commerce des fourrures, les pêcheries et la chasse à la baleine. La présence autochtone à Montréal est un élément incontournable du développement de la ville. C’est leur évangélisation que la Société de Notre-Dame de Montréal pour la conversion des Sauvages de la Nouvelle-France vise.

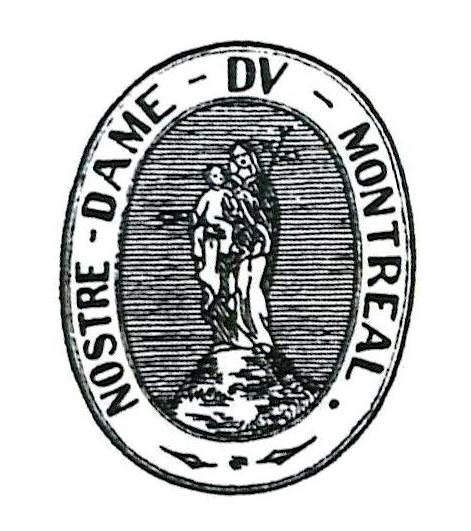
Blason de la Société Notre-Dame de Montréal pour la conversion des sauvages de la Nouvelle-France

## La Société de Notre-Dame pour la conversion des sauvages de la Nouvelle-France
En France, le XVIIe siècle est marqué par un mouvement de renouveau religieux caractérisé par la volonté d’évangéliser les contrées considérées comme païennes. Dans cette foulée, la Compagnie du Saint-Sacrement est fondée en 1630. Ce groupe est formé de pieux dévots, généralement assez fortunés et influents, ayant des objectifs charitables. La Compagnie, comme d’autres groupes du même genre, souhaite répandre les lumières et les mœurs civilisatrices de la foi catholique. Si, à cette époque, il y a une présence permanente française et catholique à Québec, il n’y a rien de tel dans la région montréalaise. C’est ainsi que prend forme, en 1639, le projet missionnaire de la colonie de Montréal et qu’est officiellement fondée la Société de Notre-Dame pour la conversion des sauvages de la Nouvelle-France, en 1641. Les membres de la Société, comme Gaston de Renty (1611-1649) sont, en partie, issus de la Compagnie du Saint-Sacrement.

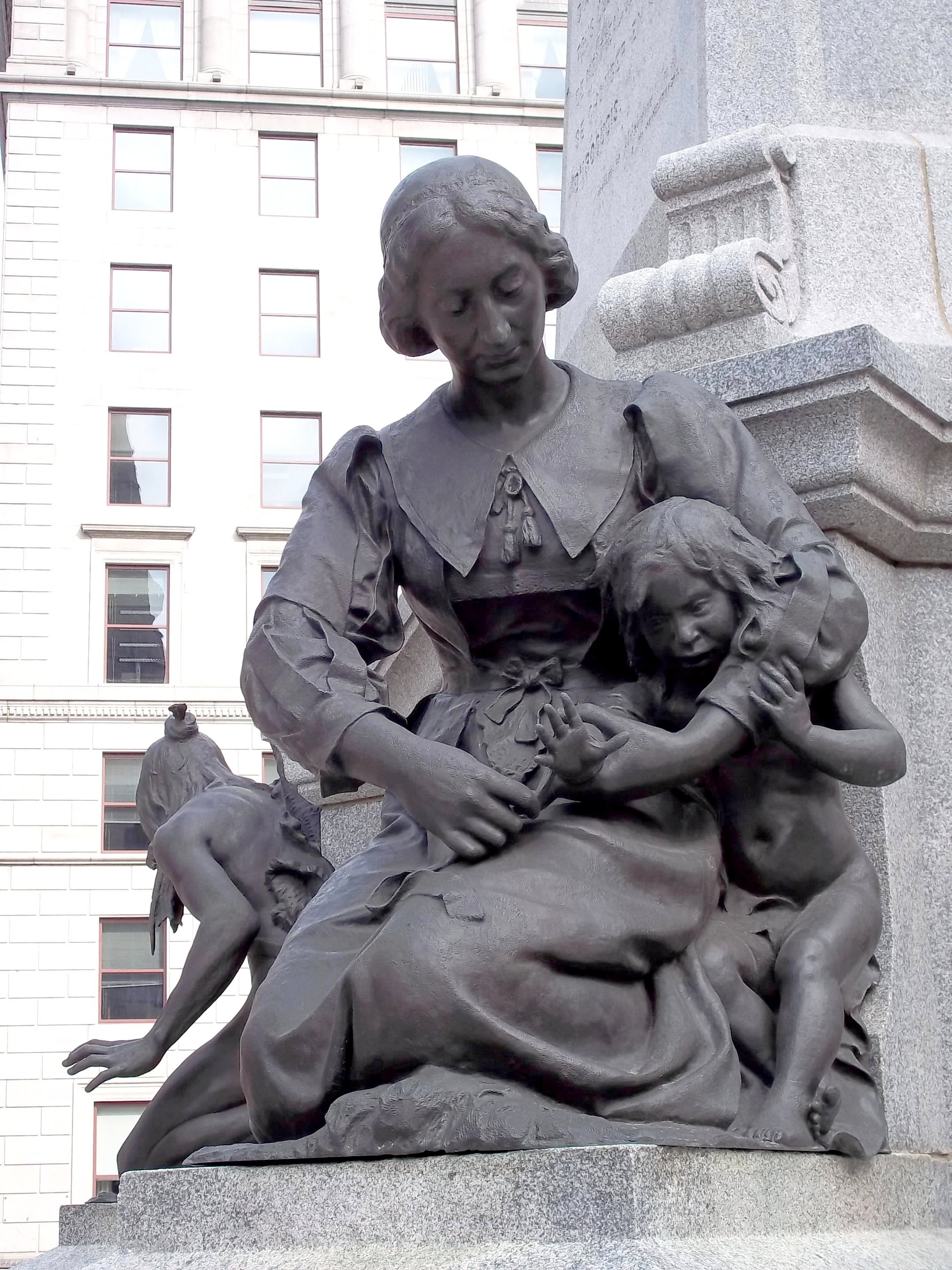
Jeanne Mance, économe de Montréal

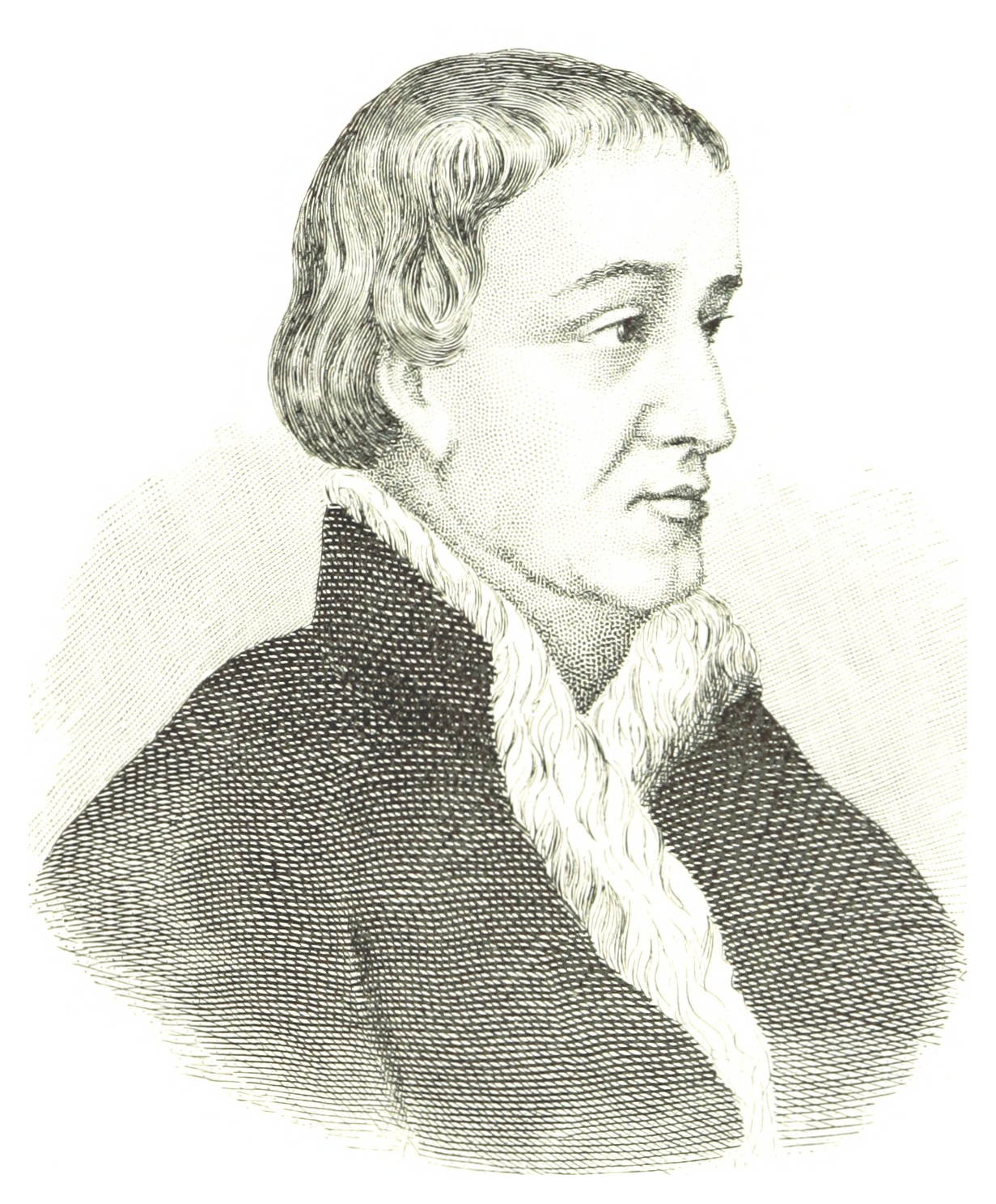
Paul Chomedey de Maisonneuve, gouverneur de Montréal

À l’origine du projet de Montréal, on trouve principalement trois individus. Jérôme Le Royer de La Dauversière (1597-1659), percepteur d’impôts à La Flèche, est le premier à évoquer l’idée d’une colonie montréalaise dès 1635. Quelques années plus tard, il fait la connaissance de Jean-Jacques Olier (1608-1657), évêque de Bourges et fondateur des Sulpiciens, qui caresse un projet similaire. Les deux hommes s’adjoignent Pierre Chevrier, baron Fancamp, qui finance une partie de l’aventure. La Société se fait concéder, pour 150 000 livres, l’île de Montréal par la Compagnie des Cent-Associés.
Selon Les véritables motifs des messieurs et dames de la Société de Notre-Dame de Montréal, l’objectif de la colonie est simple: la conversation des Autochtones dans le but, qu’à terme, ils soient assimilés aux colons français et forment un nouveau peuple.
Le Royer de La Dauversière, Olier et Chevrier ne viennent pas au Canada. La Société mandate Paul de Chomedey, sieur de Maisonneuve (1612-1676), pour mener les colons vers Montréal et assurer l’installation et la gestion de la nouvelle colonie. À Maisonneuve, se joint Jeanne Mance (1606-1673), une laïque qui doit s’assurer de la construction d’un hôpital à Montréal. Pour cela, elle peut compter sur une somme remise à cet effet par Angélique Faure, madame de Bullion (1593-1664). Si Maisonneuve dirigera Montréal, Mance en sera l’économe. Avec eux partent quelques dizaines de personnes, des engagés principalement. Ceux-ci viennent à Montréal avec un contrat en poche d’une durée, généralement, de trois ans. La Société assume les frais de leur traversée et leur verse un salaire en Nouvelle-France.

## La fondation de Montréal
À l’été 1641, ceux qui sont appelés à devenir les premiers Montréalais quittent La Rochelle, en France. Le bateau dans lequel est embarqué Maisonneuve fait face à des aléas météo qui retardent son arrivée. Ce retard oblige le contingent à l’hivernation à Québec. C’est pendant cette période que le gouverneur Charles Huault de Montmagny tente de convaincre Maisonneuve de s’installer sur l’île d’Orléans. Ce que Maisonneuve refuse «tous les arbres de cette île se devraient changer en autant d’Iroquois». On effectue même un voyage de reconnaissance à Montréal en octobre 1641 avant de rentrer à Québec pour l’hiver.

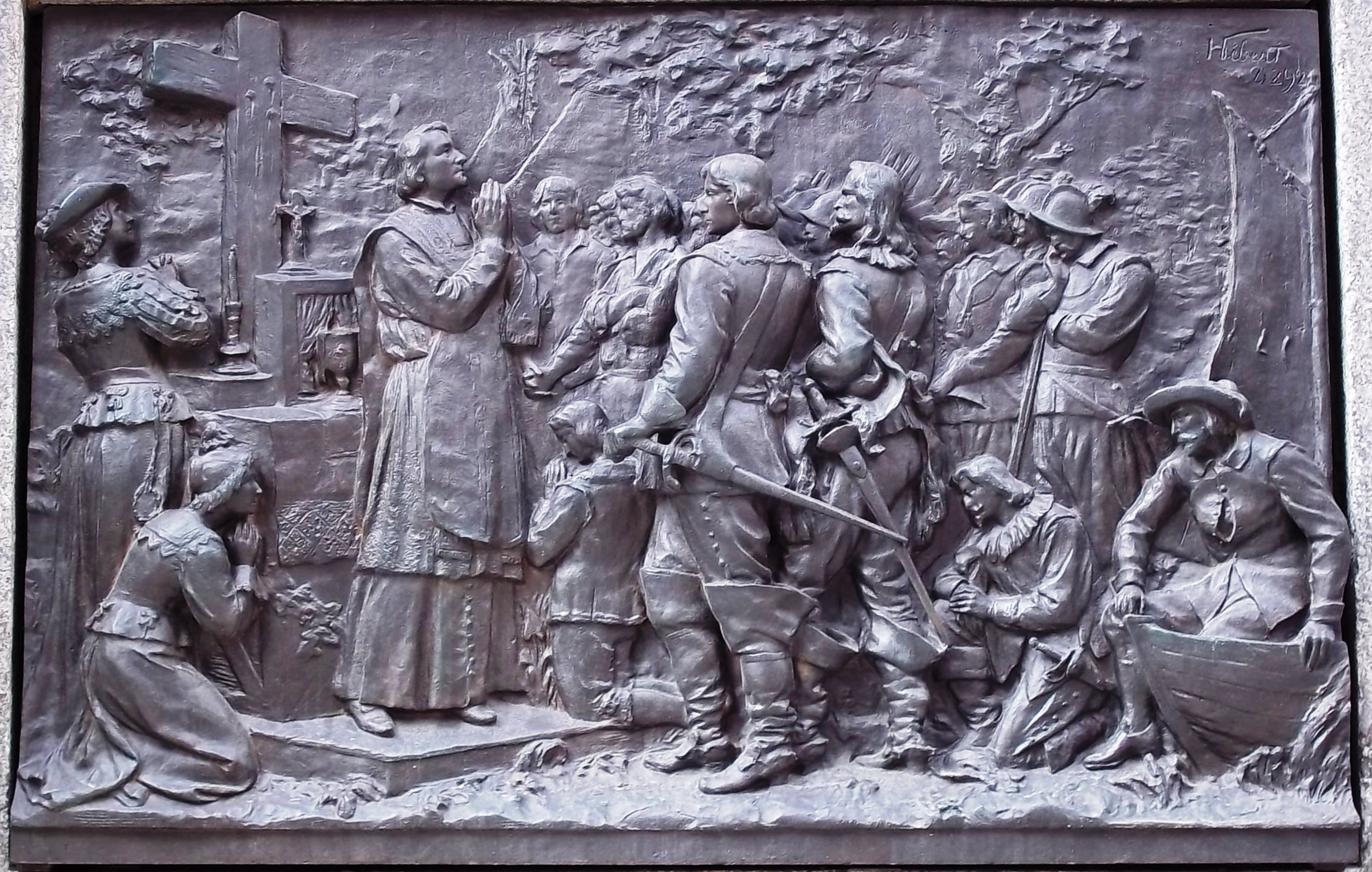
Messe célébrée par le père Vimont le 18 mai 1642

C’est finalement le 8 mai 1642 que quatre embarcations quittent Québec. La quarantaine de futurs Montréalais est accompagnée du gouverneur Montmagny, de quelques militaires et du père Barthélémy Vimont, un jésuite. Ce n’est que le 17 mai 1642 que la flottille accoste à Montréal. Le lendemain, on s’affaire à l’érection d’un autel pour la célébration d’une messe. C’est au cours de celle-ci que le père Vimont affirme que: 
«Voyez-vous, messieurs, dit-il en la même circonstance, ce que vous voyez n’est qu’un grain de moutarde, mais il est jeté par des mains si pieuses et animées de l’esprit de la foi et de la religion que sans doute il faut que le ciel ait de grands desseins puisqu’il se sert de tels ouvriers, et je ne fais aucun doute que ce petit grain ne produise un grand arbre, ne fasse un jour des merveilles, ne soit multiplié et ne s’étende de toutes parts».
Montréal est officiellement fondée. Le récit hagiographique de la fondation met, sans équivoque, de l’avant un événement profondément religieux, empreint de mysticisme. Ceci est décrié par Luc-Normand Tellier qui rappelle que, contrairement à Sillery et à La Prairie, d’autres lieux avec un objectif similaire, Montréal a été fondée par des laïcs et que le territoire n’appartient pas à l’Église catholique. L’évangélisation arriverait en troisième position des actions posées par les premiers Montréalais qui s’occupent d’abord de construire un fort puis s’assurent de l’implantation permanente de la colonie, notamment avec un commerce des fourrures florissant, avant de se consacrer à la conversion des Autochtones. Donc, sans renier l’ambition religieuse des fondateurs, elle ne serait pas la raison principale de l’établissement à Montréal.
Maisonneuve a longtemps été considéré comme le fondateur de Montréal. Depuis 2012, la Ville de Montréal reconnaît Jeanne Mance comme cofondatrice. Bien qu’ils participent à l’installation et à l’enracinement de la colonie montréalaise, il ne faut pas oublier que cette entreprise naît d’abord en France avant de traverser l’océan pour prendre forme.
Les appellations Montréal et Ville-Marie ont été amplement utilisées indistinctement. C’est Samuel de Champlain qui désigne, pour la première fois, l’île comme étant «Montréal» sur une carte. L’entreprise missionnaire est, quant à elle, dédiée à la Vierge Marie et Maisonneuve nomme le fort «Ville-Marie». Ce toponyme viendra concurrencer Montréal, qui demeure néanmoins le nom officiel. On parle d’ailleurs des premiers colons comme étant des Montréalistes et non des Marianistes, adjectif relatif à la Vierge. Ville-Marie contribue néanmoins à renforcer l’aspect évangélisateur du projet et perdurera dans le temps.

## L'établissement permanent de Montréal

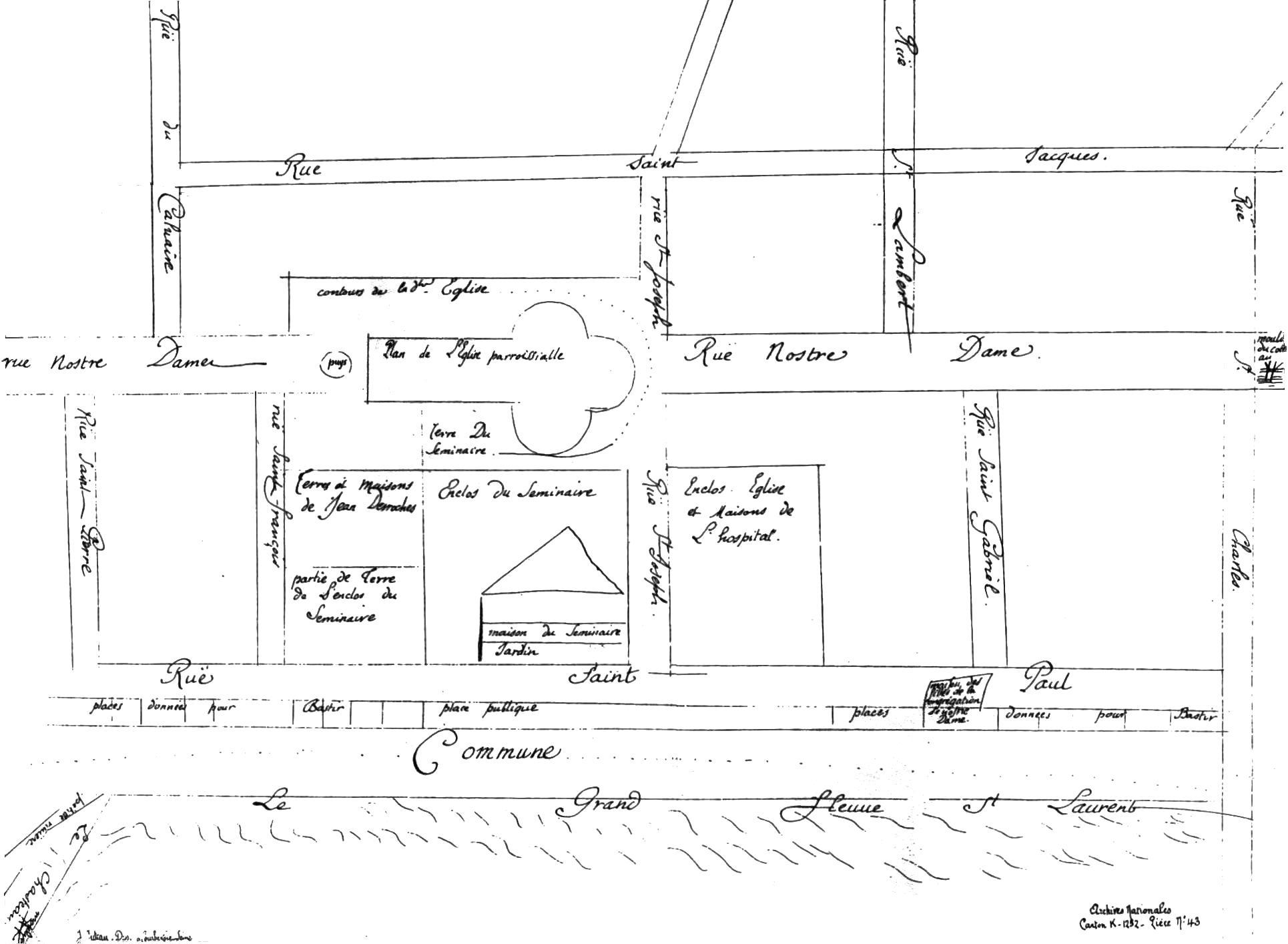
Plan des rues de Ville-Marie en 1672 par François Dollier de Casson. L'église de la paroisse y figure au centre.

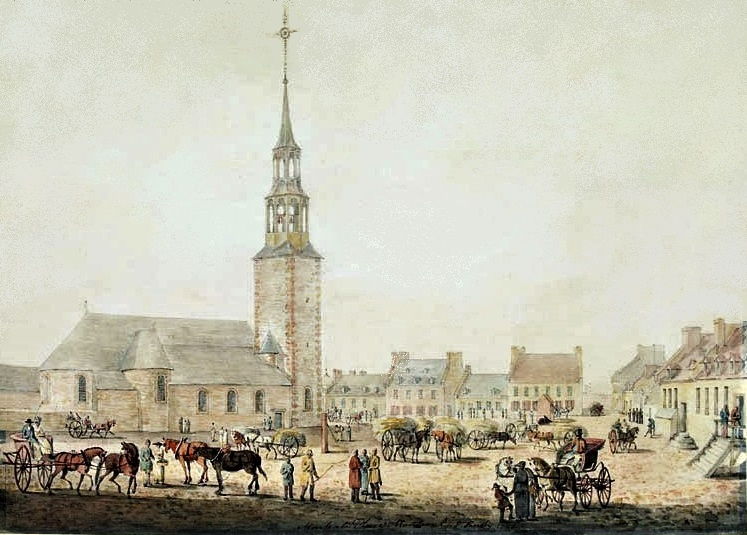
Première église Notre-Dame.

La majorité des premiers Montréalais sont issus du milieu artisan. Il faut attendre la fin des années 1650 pour que les Sulpiciens s’installent à demeure et assurent une présence religieuse permanente. Ces derniers arrivent à Montréal en 1657 et en deviennent les seigneurs en 1663 lors de l’instauration du gouvernement royal. Ils ont une mission d’évangélisation, mais aussi de formation des prêtres. C’est dans cette veine qu’est construit le Séminaire de Saint-Sulpice, rue Notre-Dame. Un de ces Sulpiciens, François Dollier de Casson (1636-1701), en dresse le premier plan des rues en 1672. À titre de seigneurs, les Sulpiciens contribuent considérablement au développement et à la croissance de la ville.
Dans les années qui suivent le fondation, Maisonneuve et Mance retournent en France pour recruter de nouveaux colons. C’est ainsi que Marguerite Bourgeoys (1620-1700) arrive à Montréal en 1653. Judith Moreau de Brésoles, Catherine Macé et Marie Maillet, des Hospitalières de Saint-Joseph, suivront quelques années plus tard, en 1659. Bon nombre de colons et d’artisans traversent aussi, dont quelques familles. Enfin, quelques Filles du Roy viendront à Montréal demeurer à la ferme Saint-Gabriel le temps de trouver un époux.
Les Autochtones continuent d’être présents dans la région montréalaise. Certains sont domiciliés, c’est-à-dire qu’il s’établissent de façon sédentaire à Montréal et ce, dès l’automne 1642. Il s’agit principalement de familles algonquiennes (convertis ou non).  On les nomment «domiciliés» en opposition aux Autochtones nomades qui ne demeurent pas à Montréal de façon permanente. Les Haudenosaunee (Iroquois) sont considérés comme une menace pour la colonie naissante, ce qui explique la construction en priorité du fort et de la palissade. Les tribulations entre cette nation et les premiers colons ralentissent la croissance du commerce. Les efforts d’évangélisation ne portent pas leur fruit et, cinq ans après la fondation, ce projet missionnaire est abandonné. Les premières décennies de la colonie sont donc principalement consacrées à l’agriculture, l’objectif étant d’assurer une subsistance aux colons. L’avantage géographique de Montréal lui offre la possibilité, éventuellement de faire du commerce dans tout le monde atlantique (commerce triangulaire). L’exploration vers le nord et l’est lui permet d’étendre son hinterland et de développer de nouveaux marchés. Ainsi, bien que la fondation de Montréal ait eu des visées mystiques et religieuses certes, elle est appelée, par son avantageuse position géographique, à devenir le centre des affaires de la Nouvelle-France.

## Vestiges et commémoration
Montréal a la chance de savoir où exactement elle a été fondée. Le fort Ville-Marie est aujourd’hui mis en valeur au musée Pointe-à-Callière. Ce dernier ouvre ses portes au public en 1992 à l’occasion des célébrations du 350e anniversaire de Montréal. C’est pendant des fouilles archéologiques effectuées en prévision du 375e anniversaire de la ville en 2017 que le fort est découvert. Il fait aujourd’hui partie de l’exposition Ici a été fondée Montréal.

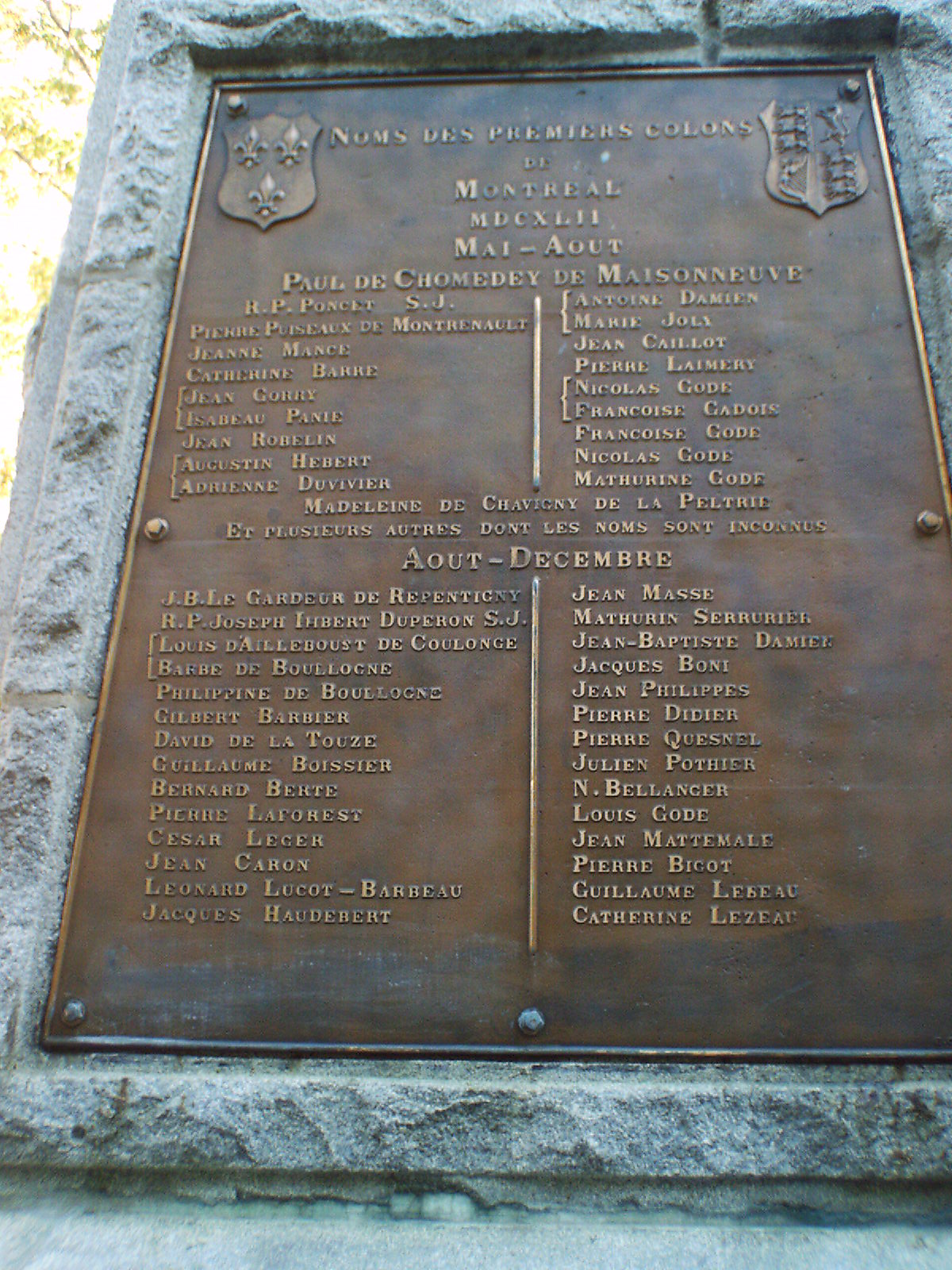
Aux colons de Ville-Marie.

Plusieurs éléments commémorent les premiers moments de Montréal dans la métropole. Les plus connus sont sans doute le monument dédié à Paul Chomedey de Maisonneuve situé sur la place d’Armes ainsi que le monument dédié aux pionniers fondateurs de la ville que l’on trouve sur la place d’Youville. La toponymie y contribue également à la commémoration de la ville. Le boulevard de Maisonneuve, la rue Jeanne-Mance, les parcs Jean-Jacques-Olier et François-Dollier-De-Casson ou encore l’avenue Pierre-Chevrier sont des noms qui marquent l’espace public. Ils sont les témoins du passé de la métropole et des acteurs et actrices qui ont permis sa création et son enracinement. On doit à Jacques Cartier les plus vieux toponymes de la ville: Hochelaga et mont Royal. De ce dernier découle même le nom de toute l’île et la ville aujourd’hui. Enfin, la Ville de Montréal souligne le passé autochtone de la cité dans sa toponymie. De la ruelle Chagouamigon au belvédère Kondiaronk, ces toponymes rappellent qu’avant l’arrivée des Français, il y avait une vie sur l’île de Montréal.

## Hommages toponymiques
La rue de Ville-Marie a été nommée en l'honneur de cet appellation précédente de Montréal, en 1956, dans l'ancienne ville de Sainte-Foy, maintenant présent dans la ville de Québec.